# 6781 Sheikhumarrkhan
A 6781 Sheikhumarrkhan (ideiglenes jelöléssel (6781) 1990 OD) a Naprendszer kisbolygóövében található aszteroida. Eleanor F. Helin fedezte fel 1990. július 19-én.